# Roberto Massimo
Roberto Massimo (Accra, 12 ottobre 2000) è un calciatore tedesco, centrocampista del Górnik Zabrze.

## Biografia
Nato ad Accra, in Ghana, da padre italiano e madre liberiana, si trasferisce da piccolo nella città di Lippstadt dove consegue la cittadinanza tedesca.

## Caratteristiche tecniche
È un centrocampista offensivo, che può essere utilizzato anche come attaccante. L'ex ct della selezione tedesca Under-21 Stefan Kuntz, durante le partite valide per le qualificazioni al campionato europeo di calcio Under-21 2021, lo ha utilizzato esclusivamente come terzino destro.

## Carriera

### Club
Ha iniziato la sua carriera calcistica all'SV Lippstadt 08 e nel 2014 si è trasferito al centro di formazione giovanile dell'Arminia Bielefeld. Nella stagione 2016-17 Massimo è stato capocannoniere in B-Junioren-Bundesliga West con 16 reti. Il 1º dicembre 2017 Massimo esordisce nella prima squadra dell'Arminia, sostituendo Tom Schütz in occasione della vittoria per 5-0 contro il St. Pauli.
Nella stagione 2018-19 viene acquistato dallo Stoccarda, club di Bundesliga, che lo lascia in prestito proprio all'Arminia Bielefeld per un altro anno. Con lo Stoccarda retrocesso in 2. Bundesliga, Massimo ritorna dal prestito e consegue la promozione in massima divisione.
Il 2 ottobre 2021 segna la sua prima rete coi Roten, realizzando il gol del momentaneo 3-0 in occasione della vittoria per 3-1 in campionato contro l'Hoffenheim.
Il 22 luglio 2022 viene ceduto in prestito annuale ai portoghesi dell'Académico de Viseu. Realizza la sua prima rete con la squadra lusitana il 20 agosto in occasione della gara di campionato pareggiata per 2-2 in casa del Farense.

### Nazionale
Vanta due presenze con la maglia della nazionale Under-19 di calcio della Germania e quattro con quella Under-21.

## Statistiche

### Presenze e reti nei club
Statistiche aggiornate al 12 giugno 2024.
| Stagione                 | Squadra                  | Campionato               | Campionato | Campionato | Coppe nazionali | Coppe nazionali | Coppe nazionali | Coppe continentali | Coppe continentali | Coppe continentali | Altre coppe | Altre coppe | Altre coppe | Totale | Totale | Totale |
| Stagione                 | Squadra                  | Comp                     | Pres       | Reti       | Comp            | Pres            | Reti            | Comp               | Pres               | Reti               | Comp        | Pres        | Reti        | Pres   | Reti   |        |
| ------------------------ | ------------------------ | ------------------------ | ---------- | ---------- | --------------- | --------------- | --------------- | ------------------ | ------------------ | ------------------ | ----------- | ----------- | ----------- | ------ | ------ | ------ |
| 2017-2018                | Arminia Bielefeld        | 2L                       | 7          | 0          | CG              | 0               | 0               |                    | -                  | -                  |             | -           | -           | 7      | 0      |        |
| 2018-2019                | Arminia Bielefeld        | 2L                       | 4          | 1          | CG              | 2               | 0               |                    | -                  | -                  |             | -           | -           | 6      | 0      |        |
| Totale Arminia Bielefeld | Totale Arminia Bielefeld | Totale Arminia Bielefeld | 11         | 1          |                 | 2               | 0               |                    | -                  | -                  |             | -           | -           | 13     | 0      |        |
| 2019-2020                | Stoccarda II             | RL                       | 7          | 1          | -               | -               | -               |                    | -                  | -                  |             | -           | -           | 7      | 1      |        |
| 2020-2021                | Stoccarda II             | RL                       | 1          | 0          | -               | -               | -               |                    | -                  | -                  |             | -           | -           | 1      | 0      |        |
| 2021-2022                | Stoccarda II             | RL                       | 3          | 0          | -               | -               | -               |                    | -                  | -                  |             | -           | -           | 3      | 0      |        |
| Totale Stoccarda II      | Totale Stoccarda II      | Totale Stoccarda II      | 11         | 1          |                 | -               | -               |                    | -                  | -                  |             | -           | -           | 11     | 1      |        |
| 2019-2020                | Stoccarda                | 2L                       | 11         | 0          | CG              | 1               | 0               |                    | -                  | -                  |             | -           | -           | 12     | 0      |        |
| 2020-2021                | Stoccarda                | BL                       | 18         | 0          | CG              | 2               | 0               |                    | -                  | -                  |             | -           | -           | 20     | 0      |        |
| 2021-2022                | Stoccarda                | BL                       | 19         | 2          | CG              | 1               | 0               |                    | -                  | -                  |             | -           | -           | 20     | 2      |        |
| 2022-2023                | Académico de Viseu       | 2L                       | 16         | 4          | TP+TdL          | 0               | 0               |                    | -                  | -                  |             | -           | -           | 16     | 4      |        |
| 2023-2024                | Stoccarda                | BL                       | 5          | 0          | CG              | 1               | 0               |                    | -                  | -                  |             | -           | -           | 6      | 0      |        |
| Totale Stoccarda         | Totale Stoccarda         | Totale Stoccarda         | 53         | 2          |                 | 5               | 0               |                    | -                  | -                  |             | -           | -           | 58     | 2      |        |
| Totale carriera          | Totale carriera          | Totale carriera          | 89         | 8          |                 | 7               | 0               |                    | -                  | -                  |             | -           | -           | 96     | 8      |        |

### Cronologia presenze e reti in nazionale
| Cronologia completa delle presenze e delle reti in nazionale ― Germania under 21 | Cronologia completa delle presenze e delle reti in nazionale ― Germania under 21 | Cronologia completa delle presenze e delle reti in nazionale ― Germania under 21 | Cronologia completa delle presenze e delle reti in nazionale ― Germania under 21 | Cronologia completa delle presenze e delle reti in nazionale ― Germania under 21 | Cronologia completa delle presenze e delle reti in nazionale ― Germania under 21 | Cronologia completa delle presenze e delle reti in nazionale ― Germania under 21 | Cronologia completa delle presenze e delle reti in nazionale ― Germania under 21 |
| Data                                                                             | Città                                                                            | In casa                                                                          | Risultato                                                                        | Ospiti                                                                           | Competizione                                                                     | Reti                                                                             | Note                                                                             |
| -------------------------------------------------------------------------------- | -------------------------------------------------------------------------------- | -------------------------------------------------------------------------------- | -------------------------------------------------------------------------------- | -------------------------------------------------------------------------------- | -------------------------------------------------------------------------------- | -------------------------------------------------------------------------------- | -------------------------------------------------------------------------------- |
| 9-10-2020                                                                        | Chișinău                                                                         | Moldavia under 21                                                                | 0 – 4                                                                            | Germania under 21                                                                | Qual. Europeo Under-21 2021                                                      | -                                                                                | 79’                                                                              |
| 2-9-2021                                                                         | Serravalle                                                                       | San Marino under 21                                                              | 0 – 6                                                                            | Germania under 21                                                                | Qual. Europeo Under-21 2021                                                      | -                                                                                |                                                                                  |
| 7-9-2021                                                                         | Daugava                                                                          | Lettonia under 21                                                                | 1 – 3                                                                            | Germania under 21                                                                | Qual. Europeo Under-21 2021                                                      | -                                                                                | 64’                                                                              |
| 12-11-2021                                                                       | Aspach                                                                           | Germania under 21                                                                | 0 – 4                                                                            | Polonia under 21                                                                 | Qual. Europeo Under-21 2021                                                      | -                                                                                | 25’                                                                              |
| Totale                                                                           |                                                                                  | Presenze                                                                         | 4                                                                                |                                                                                  | Reti                                                                             | 0                                                                                |                                                                                  |